# Николаев, Георгий Александрович
Гео́ргий Алекса́ндрович Никола́ев (1903—1992) — советский учёный, академик АН СССР (1979), ректор МВТУ им. Н. Э. Баумана, Герой Социалистического Труда (1969), Лауреат Государственной премии СССР (1972).

## Биография
Окончил физико-математический факультет МГУ (1928).
Георгий Александрович впервые установил основные характеристики вибрационной прочности сварных конструкций и разработал технические условия на их проектирование. Его работы послужили научной основой для повсеместного внедрения в СССР сварки вместо клёпки в конструкциях промышленных сооружений, при изготовлении котлов и вагонов. Георгий Александрович Николаев — автор фундаментальных исследований собственных напряжений и деформаций в сварных конструкциях, работ по регулированию остаточных напряжений при сварке, о влиянии времени на остаточные напряжения в сварных конструкциях, а также трудов по соединению и резке живых биологических тканей.

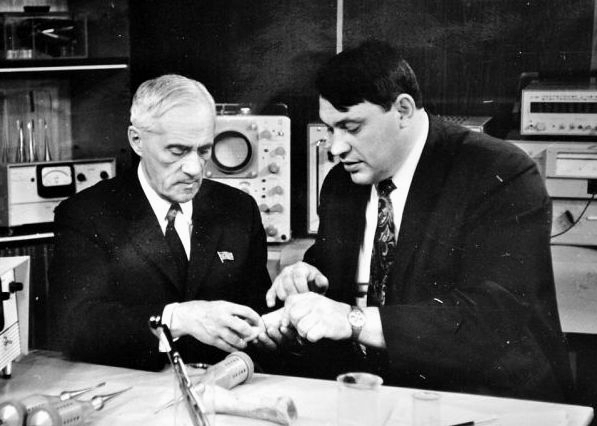
Г. А. Николаев и В. И. Лощилов за обсуждением технологии резки живых биологических тканей. 1978 г.

С 1947 по 1989 годы Георгий Александрович Николаев возглавлял кафедру «Машины и автоматизация сварочных процессов» МВТУ им. Н. Э. Баумана. Он являлся создателем и руководителем крупной научной школы сварщиков, основателем научной школы прочности и деформируемости сварных конструкций, обогатившей сварочную науку фундаментальными теоретическими и экспериментальными исследованиями.
Им впервые были установлены основные характеристики прочности сварных конструкций и разработаны технические условия на их проектирование. Его глубокие исследования собственных напряжений и деформаций сварных конструкций явились основой ряда новых направлений в науке о сварке. Эти разработки и исследования послужили теоретической и практической базой широкого внедрения сварки в различные отрасли народного хозяйства. По проектам Г. А. Николаева были изготовлены первые в стране сварные железнодорожные мосты. Он участник проектирования сварных конструкций вагонов метро, электровозов, доменных печей, Останкинской телебашни, Выставочного комплекса в США, высотных зданий, некоторых скульптурных памятников и сооружений.

Надгробие Г. А. Николаева на Рогожском кладбище Москвы. 2016 г.

В годы Великой Отечественной войны Г. А. Николаевым разработаны и внедрены в производство вооружения технологические процессы сварки.
Под непосредственным его руководством и при его участии были достигнуты выдающиеся результаты в создании принципиально новых дуговых сварочных процессов в вакууме, сварки и резки неметаллических материалов с помощью ультразвука.
Г. А. Николаев — автор многих фундаментальных учебников, учебных пособий и монографий, изданных у нас в стране и за рубежом. Под его руководством на кафедре сварки были созданы три крупных научных направления:
- прочность сварных конструкций,
- технология сварочных процессов,
- контроль качества и диагностика сварных соединений.

Г. А. Николаев умер 18 мая 1992 года. Похоронен в Москве на Рогожском кладбище.

## Научные труды
- Элементы сварных конструкций (1933)
- Сварные конструкции (1962)
- Расчёт сварных соединений и прочность сварных конструкций (1965)